# Luttrell (Tennessee)
Luttrell è una città degli Stati Uniti d'America, nella contea di Union, nello Stato del Tennessee.

## Storia
Nacque come Cedar Ford, il suo nome divenne Luttrel nel 1890.